# Vulcanàlia
Vulcanàlia (en llatí Vulcanalia) va ser un festival celebrat a l'antiga Roma en honor de Vulcà el dia 23 d'agost de cada any, amb jocs al circ Flamini, on la deïtat tenia un temple dedicat. Es deia que la festa la va iniciar Titus Taci, però una altra llegenda deia que Ròmul li va erigir el primer santuari.
El sacrifici que se li feia en aquesta ocasió consistia en peixos, i de vegades altres menes d'animals, que es tiraven al foc del temple. Es creia que aquestes ofrenes eren la representació de vides humanes, i es demanava al déu que les preservés. Era també costum en aquest dia començar a treballar amb llum d'espelma, que es pensava era un bon auspici, ja que l'espelma tenia foc i el dia es considerava consagrat al deu del foc.
L'any 153 aC el cònsol Quint Fulvi Nobílior va rebre una seriosa desfeta a Celtibèria el dia de la Vulcanàlia. La derrota va ser tant grossa,que es va decidir que mai més cap general romà lluitaria aquell dia si no n'era obligat.